# Nathaniel Pierce
Nathaniel Pierce (* 18. Juli 1990 in Winston-Salem, North Carolina, USA) ist ein US-amerikanischer Cellist und künstlerischer Leiter des Anchorage Chamber Music Festivals.

## Leben
Nathaniel Pierce wurde als Sohn des Tenors John Pierce und der Sopranistin Alice Pierce geboren. Im Jahre 1992 übersiedelte die Familie nach Deutschland, wo die Eltern ein Engagement am Staatstheater Cottbus annahmen. Pierce besuchte die Schule in Glinzig, einem Ort in der Großgemeinde Kolkwitz, wirkte bereits im Kinderchor mit und begann im Alter von sechs Jahren bei Günter Großmann mit dem Cellostudium am Konservatorium Cottbus. Das Studium beendete er bei Marianne Jakobovitz und Ulrike Schaeffer am Peter-Cornelius-Konservatorium der Stadt Mainz.
Im Jahre 2004 kehrte die Familie Pierce in die USA zurück, wo Pierce an der University of Michigan bei Richard Aaron, mit dem er das Gymnasium besucht hatte, das Studium wieder aufnahm und mit dem Bachelor of Music abschloss. An der Jacobs School of Music der Indiana University setzte er das Studium fort und hat die Graduierung Master of Music erreicht.
Pierce ist ein aktiver Kammermusiker, der im Jahr etwa fünfzig Solo- und Kammermusikaufführungen bestreitet.

## Preise und Auszeichnungen
- 2008: Gewinner des Louis-Potter-Cello-Wettbewerbes